# مؤسسه جام جم
مؤسسهٔ جام جم مؤسسه‌ای فرهنگی و مطبوعاتی در ایران است که به سازمان صدا و سیمای جمهوری اسلامی ایران وابسته است اما مستقل از آن عمل می‌کند. روزنامهٔ جام جم و جام جم آنلاین از زیرمجموعه‌های این مؤسسه هستند.